# West Baton Rouge Parish
West Baton Rouge Parish (franska: Paroisse de Bâton Rouge Ouest) är ett administrativt område, parish, i delstaten Louisiana, USA. År 2010 hade området 23 788 invånare. Den administrativa huvudorten är Port Allen. 

## Geografi
Enligt United States Census Bureau har countyt en total area på 527 km². 495 av den arean är land och 32 km² är vatten.  

### Angränsande countyn
- West Feliciana Parish - norr
- East Baton Rouge Parish - öst
- East Feliciana Parish - nordost
- Iberville Parish - sydväst
- Pointe Coupee Parish - nordväst

### Orter
- Port Allen
- Addis
- Brusly
- Erwinville